# Kottigethimmanahalli, Devanhalli
Kottigethimmanahalli là một làng thuộc tehsil Devanhalli, huyện Bangalore Rural, bang Karnataka, Ấn Độ.